# Марина Рај Барбоса
Марина Соуза Рај Барбоса (Рио де Жанеиро, 30. јун 1995) је бразилска глумица. Каријеру је започела као дете; њена прва главна улога била је у теленовели Começar de Novo. 2006. године тумачила је истакнуту улогу у филму Belíssima. Касније се појавила у Sete Pecados (2007), Escrito nas Estrelas (2010), Morde & Assopra (2011), и Amor à Vida, тумачећи Никол, младо сироче и милионера који оболи од карцинома, Хоџкинков лимфом типа 4. 
У својој одраслој каријери стекла је велику важност у теленовели Империја, глумећи Марију Исис,  чиме је освојила Телевизијске награде Контиго за најбољу споредну глумицу. 2015. године глумила је у Totalmente demais - серији која је добила међународну награду Емми за најбољу теленовелу.
Барбоса је постала референца за стил, будући да је стално присутна на листама најелегантнијих жена у Бразилу. Њена црвена коса сматра се њеним заштитним знаком. 
Велика је потражња за рекламним кампањама, посебно у модном и лепотном сегменту. Она је била позната личност са другим по броју појављивања у рекламама емитованим на телевизијама у Бразилу између маја и јула 2015. године, а проглашена је једном од 25 најбољих познатих личности Бразила 2015. године, према часопису Форбс, бразилско издање. У 2015. години била је девета бразилска славна личност која се највише појавила у телевизијским огласима, према рангу Контроле конкуренције, која надгледа тржиште оглашавања.
Барбосу на друштвеним мрежама такође масовно прати публика, посебно на Инстаграму, где има више од 30 милиона пратилаца. 
Удата је за Алекандера Сарнеса Неграоа од 7. октобра 2017.

## Рани живот
Барбоса је рођена у Гавеји, суседству јужне зоне у Рио де Жанеиру, 30. јуна 1995. Као јединица,  она је пра-пра-праунука писца, правника и политичара Реја Барбосе из Бахије. Упркос сличности њихових имена, она није у сродству са сценаристом Бенедитом Рај Барбосаом. 

## Каријера

### Почетак каријере
Барбоса је своје прво значајно дело направила у филму Xuxa e o Tesouro da Cidade Perdida, где је глумила лик Миле, младу принцезу из племена Викинга, која је живела у изгубљеном граду у шуми. Пре снимања филма, похађала је неколико часова шведског језика, јер су све њене појаве у филму биле на том језику. 
Касније је Барбоса била на аудицији за Começar de Novo, где је глумила лик Ане, анђела чувара Мигела (Маркос Пауло). Овај мистериозни лик скривао је важне тајне завере и имао је непознато порекло. Имала је паранормалне моћи, снажне духовности, и примала је поруке са неба које су је водиле у њеној мисији на Земљи. Како лик није говорио, Барбоса је имала додатни изазов да мора да комуницира углавном очима и изразима лица. Била је то њена прва теленовела са сценаристом Елизабет Џин. 
5. марта 2005. Барбоса је дебитовала у позоришту за децу као главни јунак представе „Chapeuzinho Vermelho - О мјузикл“.
Барбосин рад у Começar de Novo донио јој је позив да присуствује кастингу за лик „Сабина“ у Белисими. Након проласка на претрпаним аудицијама, сценариста Силвио де Абреу и редитељка Денисе Сарацени изабрали су је за улогу. Сабина је била важан лик у заплети теленовеле, ћерка "Виторије" (Claudia Abreu) и "Педра" (Henri Castelli) и унука негативца "Bia Falcão" (Фернанда Монтенегро), нећакиња "Јулије" (Gloria Pires) и кума „Никоса“ (Tony Ramos). Сабина је имала велики утицај на баку, негативца Биа Фалцао, која је киднаповала у причи. Сабина је живела у Грчкој са родитељима. Да би у потпуности одиграла ту улогу, Барбоса је похађала часове плеса, грчког језика и културе, као и провела месец дана у Грчкој, снимајући сапуницу на рајском острву Санторини. Успех Барбосе у улози учинио ју је познатом у Бразилу и довео је до интервјуа на Domingão do Faustão. Касније је Реде Глобо ангажована као ексклузивни уметник. 
Маринина улога у Белисими привукла је пажњу сценаристе Walcyr Carrasco, који ју је позвао да портретира лик „Исабел“ у Сете Пецадос, ћерку „Дантеа“ (Reynaldo Gianecchini) и „Кларисе“ (Giovanna Antonelli).
Крајем 2007. године, Барбоса је учествовала у првом издању такмичења Dança das Crianças, приказаног на Domingão do Faustão. Међутим, она је била прва такмичарка која је елиминисана. 

### 2008 - 2010: Позориште и тинејџерске улоге
2008. године Барбоса је дебитовала у драми за одрасле; двојац Charles Möeller и Cláudio Botelho поставили су је да глуми Клару у 7-о мјузиклу. Глума у мјузиклу за њу је била прилично велик изазов, јер је морала и да пева и да игра. Њен приказ Кларе био је близак ономе што је Моелер замишљао. Режисер Ботело је рекао: "Марина је демон. Она има толико унутрашњег живота у тако младој доби и, чак и са мало искуства, блиста на сцени као ветеран! То је врста 'дете глумице' коју видимо само у Сједињене Државе, они који краду филмове и представе ... Марина прави разлику ". 
7 - О мјузиклу је последње дело Иде Гомес, Маринине баке у мјузиклу, јер је умрла убрзо након мјузикла. 
2009. године Барбоса је била водитељка програма ТВ Глобњо. Касније ју је позвала режисерка Денисе Сарацени да се придружи емисији Tudo Novo de Novo, тумачећи тинејџерку Биу.  Такође је учествовала у скечу „Super Chefinho“ приказаном у јутарњој емисији ''Rede Globo''. 
У марту 2010. године, Барбоса је водила интервју са водитељком Ангелицом за емисију Естрељас. Културно је посетила Museu Casa Ruy Barbosa, у Ботафагу, Рио де Жанеиро, дому у коме је живео њен прадеда Руи Барбоса. Поред описа локације, Барбоса је искористила прилику да покаже и своје музичко умеће, свирајући Бетовена на клавиру своје прабаке Марије Аугусте. 
Позвала ју је ауторка Елизабет Џин, која је већ снимила теленовелу Começar de Novo, да глуми побуњену тинејџерку „Ванесу“ у Escrito nas Estrelas.  Ванеса је у коси носила дредове и била је студент балета. Барбоса, која се никада није бавила балетом, ишла је на приватне часове да би се спремила за улогу. Играла је све своје балетске сцене без потребе за каскадерским наступом. Прву сцену љубљења извела је са глумцем Бруном Переиром, са којим је радила на Começar de Novo. Барбоса је имала идеју да створи минђуше са патентним затварачем које је лик користио, додатак који ће на крају постати хит међу тинејџерима широм Бразила. Критичари су похвалили Барбосин наступ у теленовели. 
У октобру 2010. године часопис Quem magazine припремио је посебно издање за прославу своје десете годишњице. Десет младих глумица позвано је на насловну страну, продуцирао је и снимио Фернандо Торкуато, користећи саморазумљив наслов: „As Estrelas da Próxima Década“. Барбоса, којој је тада било само 15 година, била је најмлађа глумица међу десет. 

### Успон у каријери
Аутор Валцир Карасо је Барбосу 2011. године позвао да се придружи глумачкој екипи Morde & Assopra као Алиса, глумила је негативца и једног од протагониста радње. Алиса је богата 18-годишња девојка, сујетна и пуна предрасуда, која носи само скупу одећу, ћерка градоначелника Исаиха  (Ary Fontoura) и Минерва (Elizabeth Savalla), која пада на преваранта Гуилхермеа (Klebber Toledo). Критичари су истакли наступ Барбосе у филму Morde & Assopra, који су, између осталих, добили критичку похвалу новинарке Карле Битенкорт.
Барбоса је такође позната по свом стилу облачења, увек носи нове продукције пратећи трендове, позирала је за бројне рекламне кампање и за модне агенције. 
2012. глумица је позвана да се придружи глумачкој екипи сапунице Amor Eterno Amor, ауторке Елизабет Џин, тумачећи Јулиану Петрини, приправницу за новинарство.
Са само 16 година, Барбоса је била најмлађа глумица која се појавила на насловници НОВЕ, у издању из априла 2012. године. У јуну 2013. године, са 17 година, поново се појавила на  насловници. У септембру 2012. ISTOÉ Gente је Барбосу изабрао за једну од 25 најсекси жена Бразила. 
2013. придружила се глумачкој екипи Amor à vida, глумећи Никол, младо сироче и милионерку која пати од дегенеративне болести. Барбоса је дошла до изражаја у теленовели, а Никол је постала лик коју је јавност заволела. Због захтева гледалаца и сарадника теленовеле, аутор је одустао од бријања главе глумице. То питање постало је национална дискусија и поделило је мишљење критичара, иако је јавност била наклоњена глумици. Са променом сценарија, ауторово решење је Николина смрт на дан венчања и,  након смрти, Талес (Рикардо Този) почиње да виђа Николеин дух. Епизода која је приказала Николину смрт на дан венчања је имала највећи ТВ рејтинг у теленовели. После своје смрти, Никол је остала дух до краја теленовеле.
У новембру 2013. Барбоса је стигла до седмог места на ВИП-овој листи „100 најсекси жена на свету“. 
Била је на насловници часописа Quem. 18. децембра 2013. године, изабрана за једну од „најбоље одевених жена у Бразилу“ из 2013. 

### 2014. - данас: Amorteamo and Totalmente Demais
Барбоса је 2014. глумио нимфету Марију Исис у серији Империо. 
11. августа 2014. објављен је крај њене трогодишње везе са Клебером Толедом.
"Мариа Исис" је била прекретница у њеној каријери, због успеха у најбоље оцењеном бразилском телевизијском програму. Све што је носила ушло је на листу најтраженијих предмета на телевизији, а њена црвена коса постала је хит у фризерским салонима. Такмичила се за неколико награда, а са 19 година била је најмлађа глумица која је освојила награду Contigo! за најбољу споредну глумицу. Вог ју је изабрао за једну од пет најбоље одевених бразилских звезда 2014. године, а Епока и Форбес Бразил именовали су је једним од најутицајнијих Бразилаца 2014. 
Барбоса је окруњена за краљицу традиционалног карневалског бала у палати Копакабана 2014. године. Са 19 година је најмлађа краљица карневала у историји догађаја. 
У априлу 2015. године, Барбоса је играла главну јунакињу „Малвину“ у мини серији Amorteamo, лик инспирисан мртвачком невестом Тима Бертона. Серију је започела снимањем током последњих снимања Имперје. Био је то велики изазов за глумицу, која је морала да игра другачију улогу од оне коју је радила раније. Током снимања Amorteamo, Барбоса је морала на хитну операцију слепог црева, али се брзо опоравила и вратла на сет.   Њена глума је похваљена и мини серија је била успешна, а друга сезона је требала да се снима 2016. 
Такође 2015. године, глумила је  Eliza de Assis Monteiro, главну јунакињу нове теленовеле Totalmente Demais. У заплету, њен лик постаје бескућник након што је мета покушаја злостављања њеног очуха и на крају ће се претворити у модел. 

## Филантропија
Барбоса се бави заштитом животиња, посебно мачака луталица. Она код куће угошћује мачиће док тражи људе који желе да их усвоје. У децембру 2013. учествовала је у кампањи за усвајање животиња „Адотеи“ („Усвојила сам“). 
Такође учествује у филантропским кампањама попут Бразилског института за контролу рака (ИБЦЦ), Пријатеља деце оболеле од рака  и Бразилског удружења о лимфомима и леукемији (АБРАЛЕ).
У новембру 2013. Барбоса је била звезда кампање Националног дана борбе деце и омладине против рака, „Златни новембар“, коју је промовисао Институт Роналд Макдоналд. Претворила се у ратника, инспирисаног великим хероинама стрипова и игара. 
Током своје припреме за лик Марије Исис у Империји, Барбоса је ошишала 30 цм косе, која је донирана невладиној организацији Cabelegria, која прави перике за пацијенте оболеле од рака који су изгубили косу. 

## Филмофрагија

### ТВ
| Година | Наслов               | Име                           |
| ------ | -------------------- | ----------------------------- |
| 2002   | Sabor da Paixão      | Marie                         |
| 2004   | Começar de Novo      | Aninha                        |
| 2005   | Belíssima            | Sabina Rocha Assumpção        |
| 2007   | Sete Pecados         | Isabel Florentino             |
| 2009   | Tudo Novo de Novo    | Bia                           |
| 2009   | TV Globinho          | Presenter                     |
| 2010   | Escrito nas Estrelas | Vanessa                       |
| 2011   | Morde & Assopra      | Alice Alves Junqueira de Lima |
| 2012   | Amor Eterno Amor     | Juliana Petrini               |
| 2013   | Amor à vida          | Nicole Veiga de Assis Brito   |
| 2014   | Империја             | Maria Ísis Ferreira da Costa  |
| 2015   | Amorteamo            | Malvina Benazo Camargo        |
| 2015   | Totalmente demais    | Eliza de Assis Monteiro       |
| 2016   | Justiça              | Isabela de Almeida            |
| 2018   | Pega Pega            | Amália Giordano               |
| 2018   | Deus Salve o Rei     | Amália Giordano               |
| 2018   | O Sétimo Guardião    | Luz da Lua Vidal              |

### Филм
| Година | Филм                               | Улога          |
| ------ | ---------------------------------- | -------------- |
| 2004   | Xuxa e o Tesouro da Cidade Perdida | Mylla          |
| 2017   | Amorteamo - O Filme                | Malvina Benazo |
| 2018   | Sequestro Relâmpago                | Isabel         |
| 2018   | Todas as Canções de Amor           | Ana            |

## Позориште
| Година | Дело                             | Улога     |
| ------ | -------------------------------- | --------- |
| 2005   | Chapeuzinho Vermelho - O Musical | Црвенкапа |
| 2008   | 7 - O Musical                    | Клара     |

## Награде и номинације
| Година | Награда                                           | Категорија                                             | Наведено дело                     | Резултат   |
| ------ | ------------------------------------------------- | ------------------------------------------------------ | --------------------------------- | ---------- |
| 2016   | Troféu Internet                                   | Најбоља глумица                                        | "Eliza" in Totalmente Demais      | Победница  |
| 2015   | Prêmio Jovem Brasileiro                           | Најбоља глумица                                        | "Malvina" in Amorteamo            | Победница  |
| 2015   | Prêmio AIB (Association of Barra da Tijuca Press) | Најбоља споредна глумица                               | "Maria Isis" in Império           | Победница  |
| 2015   | 17th Contigo Award                                | Најбоља споредна глумица                               | Победница                         |            |
| 2015   | Troféu Internet                                   | Најбоља глумица                                        | Победница                         |            |
| 2015   | Troféu Imprensa                                   | Најбоља глумица                                        | Победница                         |            |
| 2015   | Melty Future Awards                               | Cool is Everywhere - Brazil                            | Победница                         |            |
| 2014   | Melhores do Ano - Domingão do Faustão             | Најбоља споредна глумица                               | Победница                         |            |
| 2014   | Prêmio Jovem Brasileiro                           | Најбоља глумица                                        | Победница                         |            |
| 2014   | Prêmio Extra                                      | Најбоља споредна глумица                               | Победница                         |            |
| 2014   | Prêmio F5                                         | Hot Of The Year                                        | Herself                           | Победница  |
| 2014   | Capricho Awards                                   | Најбоља национална глумица                             | "Maria Isis" in Império           | Победница  |
| 2014   | Meus Prêmios Nick                                 | Favorite Actress                                       | "Nicole" in Amor à Vida           | Номинована |
| 2014   | Meus Prêmios Nick                                 | Hot Of The Year                                        | Hersel Победница                  |            |
| 2013   | Capricho Awards                                   | Најбоља национална глумица                             | "Nicole" in Amor à Vida           | Победница  |
| 2013   | Meus Prêmios Nick                                 | Hot Of The Year                                        | Herself                           | Победница  |
| 2013   | 11th Prêmio Jovem Brasileiro                      | Глумица                                                | "Nicole" in Amor à Vida           | Номинована |
| 2012   | 14th Prêmio Contigo                               | Најбоља споредна глумица                               | "Alice" in Morde & Assopra        | Номинована |
| 2012   | Meus Prêmios Nick                                 | Hot Of The Year                                        | Herself                           | Номинована |
| 2011   | Prêmio Quem                                       | Споредна улога                                         | "Alice" in Morde & Assopra        | Номинована |
| 2011   | Video Show Retrô                                  | Most Annoying Valley Girl                              | Победница                         |            |
| 2011   | Video Show Retrô                                  | Најбоља сцена венчања                                  | Победница                         |            |
| 2011   | Capricho Awards                                   | Most Annoying Valley Girl                              | Победница                         |            |
| 2011   | Capricho Awards                                   | Најмодернија национална или међународна славна личност | Herself                           | Победница  |
| 2011   | Capricho Awards                                   | Најбољи пар                                            | Herself (са Klebber Toledo)       | Номинована |
| 2011   | 10th Prêmio Jovem Brasileiro                      | Најбољи новајлија                                      | "Alice" in Morde & Assopra        | Победница  |
| 2011   | Meus Prêmios Nick                                 | Омиљена глумица                                        | Номинована                        |            |
| 2010   | Prêmio Arte Qualidade Brasil                      | Најбоља дечија улога у серији                          | "Vanessa" in Escrito Nas Estrelas | Nominated  |
| 2008   | 10th Prêmio Contigo                               | Најбоља дечија улога                                   | "Isabel" in Sete Pecados          | Номинована |
| 2008   | Prêmio Extra de Televisão                         | Најбоља дечија улога                                   | Номинована                        |            |
| 2007   | Melhores do Ano — Domingão do Faustão             | Најбоља дечија улога                                   | Номинована                        |            |
| 2007   | Prêmio Extra de Televisão                         | Најбоља дечија улога                                   | "Sabina" in Belíssima             | Номинована |
| 2006   | 8º Prêmio Contigo                                 | Најбоља дечија улога                                   | Номинована                        |            |
| 2005   | 7th Prêmio Contigo                                | Најбоља дечија улога                                   | "Aninha" in Começar de Novo       | Номинована |

### Одликовања
- 2010. године, током теленовеле  Escrito nas Estrelas, почаствовала ју је уметница Ника Бонфим, која је направила лутку са ликом Ванесе.
- Уметник Маркус Баби је 2013. године почастио Барбосу правећи лутку обучену у невесту, инспирисан њеним ликом у теленовели Amor à vida.
- 2015. године, Марцус Баби је инспирисан ликом Барбосе Малвине у серији Амортеамо кеирао лутку.

### Остала одликовања
- Изабрана је  за „Музу лета 2016. године, часопис Вог Бразил
- Портал Р7 изабрао је за „Најбоље одевену личност године“ 2015. године
- Названа једним од „Топ 25 познатих личности у Бразилу у 2015. години“, за који је гласао бразилски магазин Форбес
- Окруњена краљица карневалског бала у палати Копакабана, са 19 година, најмлађа краљица у историји догађаја
- Нашла се на листи „30 најутицајнијих младих људи у Бразилу у 2015. години“ у бразилској верзији Форбеса
- Изабрана за једну од „100 најутицајнијих људи Бразила 2014. године“, часописа Епока.
- Изабрана за једну од „Пет бразилских познатих личности најбоље одевених 2014. године“, часописа Вог
- Изабрала је једну од „Најсекси Бразилки 2014. године“, на веб локацији за мушкарце Ел Хомбре, у децембру 2014
- Бразилски магазин Гламур изабрао је за „4. најбоље одевену славну личност на свету 2013.“, децембра 2013.
- ВИП магазин изабрао за 7. „Најсекси жену на свету“ 2013. године, 15. 2014. и 5. 2015. године
- Бразилска верзија Гламур изабрала је за „најбоље одевену бразилску славну личност 2012.“ и девету на свету у децембру 2012.
- Изабрана је од стране ИСТОЕ за 6. најсекси жену у Бразилу 2012. године